# 瓦盧斯

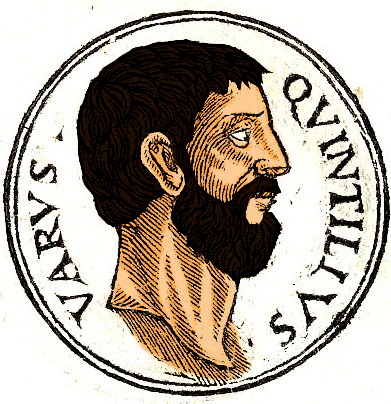
印有瓦盧斯像的硬幣

瓦盧斯（前46年—9年）又稱瓦魯斯，全名為普布利烏斯·昆克提利烏斯·瓦盧斯（Publius Quinctilius Varus），是奧古斯都統治下羅馬帝國的政治家和將軍，因條頓堡森林戰役而聞名。在這場戰役中，瓦鲁斯被條頓領袖阿爾米尼烏斯伏擊，失去了三支羅馬軍團，瓦鲁斯自己亦因戰敗而自殺。

## 生平
瓦盧斯生於公元前46年羅馬共和國的克雷莫纳。他生于一个贫穷的羅馬貴族家庭。一般认为他的父亲是曾在前49年任财务官的塞克斯图斯·昆克提利乌斯·瓦卢斯（Sextus Quinctilius Varus）。部分早期资料提及其外祖父可能为后三头同盟之一的马克·安东尼，但是根据现有史料学者认为二者并无血缘关系。 瓦卢斯于公元前13年被选为执政官，之后他在前9年-前8年时在非洲行省以及前7年-前4年时在敘利亞行省任总督，那时他就已經獲得了一個殘暴貪婪的名聲。

## 條頓堡森林戰役
在公元9年9月，瓦魯斯從阿米尼烏斯得知日耳曼人叛亂，準備帶領三支羅馬軍團離開羅馬在邊境Vetera(現時的克桑滕)的大本營，分別是第十七、十八、十九軍團前往鎮壓叛亂。Segestes曾警告不要相信阿爾米尼烏斯下，瓦魯斯在無視警告前往鎮壓叛亂，並由阿米尼烏斯帶領。
瓦魯斯及其三支羅馬軍團在條頓堡森林慘敗，瓦鲁斯自己亦因此自殺。他的首級被阿米尼烏斯割下並送給國王Marbod。

## 影響
當羅馬皇帝奧古斯都得知瓦魯斯及三個羅馬軍團全軍覆沒，當場崩潰嘶吼"Quintili Vare, legiones redde!"（瓦魯斯，還我軍團來！）
三個羅馬軍團的旗號也被當作不幸運而曾停用。瓦魯斯的兒子的政治前途也被斷送。